# Afrosturmia orbitalis
Afrosturmia orbitalis är en tvåvingeart som beskrevs av Charles Howard Curran 1927. Afrosturmia orbitalis ingår i släktet Afrosturmia och familjen parasitflugor.
Artens utbredningsområde är Ghana. Inga underarter finns listade i Catalogue of Life.